# Wirtualny Kongres Esperanto
Wirtualny Kongres Esperanto (esperanto: Virtuala Kongreso, VK) – wirtualne spotkanie esperantystów, które odbyło się w dniach od 1 do 8 sierpnia 2020 w ramach Międzynarodowego Festiwalu Esperanta (Monda Festivalo de Esperanto, MondaFest' 2020). Kongres zorganizowany został w miejsce 105. Światowego Kongresu Esperanto planowanego w Montrealu, odwołanego z powodu pandemii COVID-19. Organizatorem Kongresu był Universala Esperanto-Asocio (UEA), stroną techniczną opiekowała się organizacja E@I, program muzyczny zapewniła wytwórnia muzyczna Vinilkosmo. 
Wirtualny Kongres Esperanto miał swoją kontynuację w 2021 roku, kiedy to zastąpił kolejny Światowy Kongres Esperanto, oraz w kolejnych latach, już jako odrębne wydarzenie. 

## Kontekst
Pandemia COVID-19 spowodowała odwołanie wydarzeń kulturalnych na całym świecie, w tym również najważniejszego esperanckiego wydarzenia – Światowego Kongresu Esperanto, który w 2020 był planowany w Montrealu. Jednocześnie odwołane zostały wszystkie inne esperanckie spotkania i kongresy. W tej sytuacji Universala Esperanto-Asocio postanowił zorganizować wydarzenie on-line, które zostało nazwane Międzynarodowym Festiwalem Esperanta. Festiwal trwał od 20 czerwca do 20 września 2020, a jego wiodącym tematem było 75 lat ONZ: Dialog i porozumienie w zmieniającym się świecie (UN 75-jara: Dialogo kaj interkompreniĝo en ŝanĝiĝanta mondo). W ramach festiwalu odbyło się wiele wydarzeń, każde z nich z na własnych zasadach. Do najważniejszych należał Wirtualny Kongres (1-8 sierpnia 2020). Udział w Kongresie wymagał wypełnienia zgłoszenia.
W Kongresie uczestniczyło 1833 esperantystów z 94 krajów.

## Program
Program VK stworzony był na wzór Światowych Kongresów Esperanto. Główne elementy programu (części oficjalne, wykłady, posiedzenia, koncerty) odbywały się codziennie przez 6 godzin (12:00-18:00 UTC). Poza tymi godzinami wirtualna przestrzeń udostępniona była na spotkania, zebrania mniejszych stowarzyszeń czy klubów, a także na rozmowy w małych grupach. W ramach VK odbyły się między innymi wykłady Międzynarodowego Uniwersytetu Kongresowego (Internacia Kongresa Universitato), seminarium Międzynarodowej Akademii Nauk (Akademio Internacia pri Sciencoj) czy otwarte posiedzenie Akademii Esperanta (Akademio de Esperanto). Podczas dnia, zwykle przeznaczonego na wycieczki, uczestnicy mogli wziąć udział w wirtualnych wycieczkach do miejsc w różnych częściach świata, a tradycyjny bankiet zastąpiła prezentacja narodowych dań.

## Kolejne edycje

### 2. Wirtualny Kongres Esperanto
Odbył się w dniach 17–24 lipca 2021 pod hasłem “Paco kaj konfido: universalaj valoroj”. Podobnie jak w roku 2020, wydarzenie to zastąpiło 106. Światowy Kongres Esperanto, który miał się odbyć w Belfaście, w związku z czym uznane zostało za główne wydarzenie esperanckie roku.

### 3. Wirtualny Kongres Esperanto
Odbył się od 24 do 27 listopada 2022 pod hasłem “Lingvo, vivo, tero: Jardeko de Indiĝenaj Lingvoj”. W kongresie uczestniczyło 1479 osób z kilkudziesięciu krajów.

### 4. Wirtualny Kongres Esperanto
Odbył się od 23 do 26 listopada 2023 pod hasłem: “Enmigrado – kunfluo de homaj valoroj”. W kongresie uczestniczyło 1172 osoby z 86 krajów.

### 5. Wirtualny Kongres Esperanto
Odbył się w dniach 28 listopada–1 grudnia 2024 pod hasłem: “Lingvo, homo kaj medio por pli bona mondo”. W kongresie uczestniczyło 1256 osób z kilkudziesięciu krajów.

## Logo Wirtualnego Kongresu
Logo Wirtualnego Kongresu Esperanto w 2020 roku bazowało na trzech barwach: czerwonej, żółtej i niebieskiej. Elementem składowym logotypu była również niewielka, zielona gwiazda, jako symbol esperanta. Kolejne kongresy zachowały zasadę stosowania trzech kolorów i umieszczanie w logo niewielkiej, zielonej gwiazdy. Sama forma każdego z logotypów nawiązuje do głównego tematu kongresu. 